# Kanton La Haute-Vallée de l'Aude
La Haute-Vallée de l'Aude (tot 2015 Kanton Quillan) is een kanton van het Franse departement Aude. Het kanton maakt deel uit van het arrondissement Limoux.
De naam werd gewijzigd bij decreet van 27 december 2015, met uitwerking op 1 januari 2016.

## Gemeenten
Het kanton Quillan omvatte tot 2014 de volgende 18 gemeenten:
- Belvianes-et-Cavirac
- Brenac
- Campagne-sur-Aude
- Coudons
- Espéraza
- Fa
- Ginoles
- Granès
- Marsa
- Nébias
- Quillan (hoofdplaats)
- Quirbajou
- Rouvenac
- Saint-Ferriol
- Saint-Julia-de-Bec
- Saint-Just-et-le-Bézu
- Saint-Louis-et-Parahou
- Saint-Martin-Lys

Na de herindeling van de kantons bij decreet van 21 februari 2014 , met uitwerking op 22 maart 2015, omvatte het kanton 86 gemeenten.
Op 1 januari 2016 werden de gemeenten Caudeval en Gueytes-et-Labastide samengevoegd tot de fusiegemeente (commune nouvelle) Val de Lambronne en werd de gemeente Brenac toegevoegd aan de gemeente Quillan die daarmee het statuut van commune nouvelle kreeg.
Op 1 januari 2019 werden de gemeenten Roquetaillade en Conilhac-de-la-Montagne samengevoegd tot de fusiegemeente (commune nouvelle) Roquetaillade-et-Conilhac en werden de gemeenten Fa en Rouvenac samengevoegd tot de fusiegemeente (commune nouvelle) Val-du-Faby.
Sindsdien omvat het kanton La Haute-Vallée de l'Aude volgende 82 gemeenten:
- Antugnac
- Arques
- Artigues
- Aunat
- Axat
- Belcaire
- Belfort-sur-Rebenty
- Belvianes-et-Cavirac
- Belvis
- Bessède-de-Sault
- Le Bousquet
- Bugarach
- Cailla
- Campagna-de-Sault
- Campagne-sur-Aude
- Camps-sur-l'Agly
- Camurac
- Cassaignes
- Chalabre
- Le Clat
- Comus
- Corbières
- Coudons
- Couiza
- Counozouls
- Courtauly
- Coustaussa
- Cubières-sur-Cinoble
- Escouloubre
- Espéraza
- Espezel
- La Fajolle
- Fontanès-de-Sault
- Fourtou
- Galinagues
- Gincla
- Ginoles
- Granès
- Joucou
- Luc-sur-Aude
- Marsa
- Mazuby
- Mérial
- Missègre
- Montazels
- Montfort-sur-Boulzane
- Montjardin
- Nébias
- Niort-de-Sault
- Peyrefitte-du-Razès
- Peyrolles
- Puilaurens
- Puivert
- Quillan
- Quirbajou
- Rennes-le-Château
- Rennes-les-Bains
- Rivel
- Rodome
- Roquefeuil
- Roquefort-de-Sault
- Roquetaillade-et-Conilhac
- Saint-Benoît
- Saint-Ferriol
- Saint-Jean-de-Paracol
- Saint-Julia-de-Bec
- Saint-Just-et-le-Bézu
- Saint-Louis-et-Parahou
- Saint-Martin-Lys
- Sainte-Colombe-sur-Guette
- Sainte-Colombe-sur-l'Hers
- Salvezines
- La Serpent
- Serres
- Sonnac-sur-l'Hers
- Sougraigne
- Terroles
- Tréziers
- Val de Lambronne
- Val-du-Faby
- Valmigère
- Villefort